# Colonia Bossi
Colonia Bossi é uma comuna da província de Santa Fé, na Argentina.